# 김부만
김부만(한국 한자: 姜慶默, 1965년 5월 7일 ~ )은 대한민국의 전 축구 선수이며, 포지션은 미드필더였다.